# Pobicie
Pobicie (art. 158 kk) – w rozumieniu polskiego prawa karnego napaść fizyczna co najmniej dwóch osób na jedną, przy czym strona atakująca zawsze ma przewagę liczebną. Charakterystyczną cechą pobicia jest to, że strona atakowana nie dąży aktywnie do starcia, a co najwyżej broni się przed atakiem. Z uwagi na dynamiczny charakter zajścia, pobicie może przekształcić się w bójkę. Podobnie jak bójka, pobicie również zawiera poważny ładunek przemocy stwarzający niebezpieczeństwo utraty życia człowieka lub wystąpienia ciężkiego bądź średniego uszczerbku na zdrowiu.
Sąd Najwyższy bardzo szeroko interpretuje pojęcie udziału w pobiciu przyjmując, że sprawcą jest nie tylko osoba, która zadaje ciosy pokrzywdzonemu, lecz także ten, kto w trakcie pobicia zachęca innych do walki lecz sam czynnie w nim nie uczestniczy.

## Okoliczności zaostrzające odpowiedzialność karną (typy kwalifikowane)
- skutek w postaci nieumyślnego spowodowania średniego lub ciężkiego uszczerbku na zdrowiu bądź śmierci (art. 158 § 2 i 3 kk)
- użycie broni palnej, noża lub innego podobnie niebezpiecznego przedmiotu (art. 159 kk)